# Concentración

Estos vasos, que contienen un tinte pardo rojizo, muestran cambios cualitativos en la concentración.

En química, la concentración de una disolución es la proporción o relación que hay entre la cantidad de soluto y la cantidad de disolución o, a veces, de disolvente; donde el soluto es la sustancia que se disuelve, el disolvente es la sustancia que disuelve al soluto, y la disolución es el resultado de la mezcla homogénea de las dos anteriores. A menor proporción de soluto disuelto en el disolvente, menos concentrada está la disolución, y a mayor proporción más concentrada está.
Una disolución es una mezcla homogénea a nivel molecular, de dos o más sustancias.
El vocablo también es usado para hacer referencia a un  proceso de concentración, y aumentar la proporción de soluto en el disolvente, inverso al proceso de dilución.

## Solubilidad

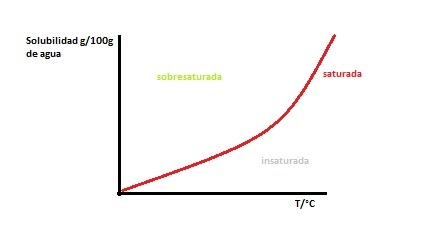
tabla de solubilidad a 15 °C

Cada sustancia tiene una solubilidad para un disolvente determinado. La solubilidad es la cantidad máxima de soluto que puede mantenerse disuelto en una disolución, y depende de condiciones como la temperatura, presión, y otras sustancias disueltas o en suspensión. Cuando se alcanza la máxima cantidad de soluto en una disolución se dice que la disolución está «saturada», y ya no se admitirá más soluto disuelto en ella. Si agregamos un poco de sal común a un vaso de agua, por ejemplo, y la agitamos con una cucharita, la sal se disolverá. Si continuamos agregando sal, habrá cada vez más concentración de ésta hasta que el agua ya no pueda disolver más sal por mucho que la agitemos. Entonces, la disolución estará saturada, y la sal que le agreguemos, en vez de disolverse se precipitará al fondo del vaso. Si calentamos el agua, está podrá disolver más sal (aumentará la solubilidad de la sal en el agua), y si la enfriamos, el agua tendrá menos capacidad para retener disuelta la sal, y el exceso se precipitará.

## Formas de expresar la concentración
Los términos cuantitativos son cuando la concentración se expresa científicamente de una manera numérica muy exacta y precisa. Algunas de estas formas cuantitativas de medir la concentración son los porcentajes del soluto, la molaridad, la normalidad, y partes por millón, entre otras. Estas formas cuantitativas son las usadas tanto en la industria para la elaboración de productos como también en la investigación científica.

### Ejemplos
El alcohol comercial de uso doméstico. Generalmente no viene en una presentación pura (100 % alcohol), sino que es una disolución de alcohol en agua en cierta proporción, donde el alcohol es el soluto (la sustancia que se disuelve) y el agua es el disolvente (la sustancia que disuelve el soluto). Cuando la etiqueta del envase dice que este alcohol está al 70 % V/V (de concentración) significa que hay un 70 % de alcohol, y el resto, el 30 %, es agua. El zumo de naranja comercial suele tener una concentración de 60 % V/V, lo que indica que el 60 %, (el soluto), es zumo de naranja, y el resto, el 40 % (el disolvente), es agua. La tintura de yodo, que en una presentación comercial puede tener una concentración 5 %, significa que hay un 5 % de yodo, (el soluto), disuelto en un 95 % de alcohol, (el disolvente).

### Concentración en términos cualitativos
La concentración de las disoluciones en términos cualitativos, también llamados empíricos, no toma en cuenta cuantitativamente (numéricamente) la cantidad exacta de soluto y disolvente presentes, y dependiendo de su proporción la concentración se clasifica como sigue:

#### Diluida o concentrada

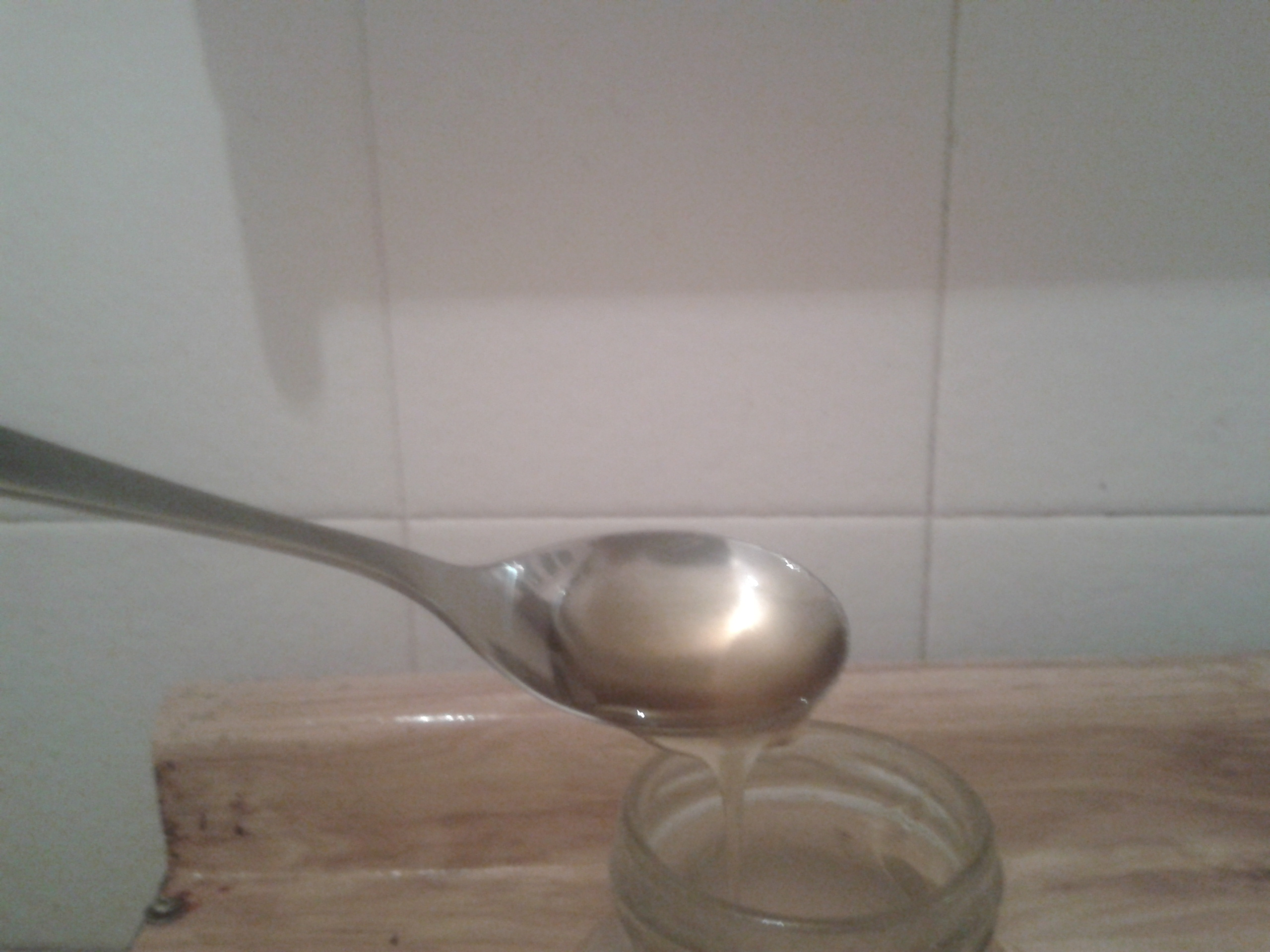
Ejemplo de disolución concentrada: Miel

A menudo en el lenguaje informal, no técnico, la concentración se describe de una manera cualitativa, con el uso de adjetivos como "diluido" o "débil" para las disoluciones de concentración relativamente baja, y de otros como "concentrado" o "fuerte" para las disoluciones de concentración relativamente alta. En una mezcla, esos términos relacionan la cantidad de una sustancia con la intensidad observable de los efectos o propiedades, como el color, sabor, olor, viscosidad, conductividad eléctrica, etc, causados por esa sustancia. Por ejemplo, la concentración de un café puede determinarse por la intensidad de su color y sabor, la de una limonada por su sabor y olor, la del agua azucarada por su sabor. Una regla práctica es que cuanto más concentrada es una disolución cromática, generalmente más intensamente coloreada está.

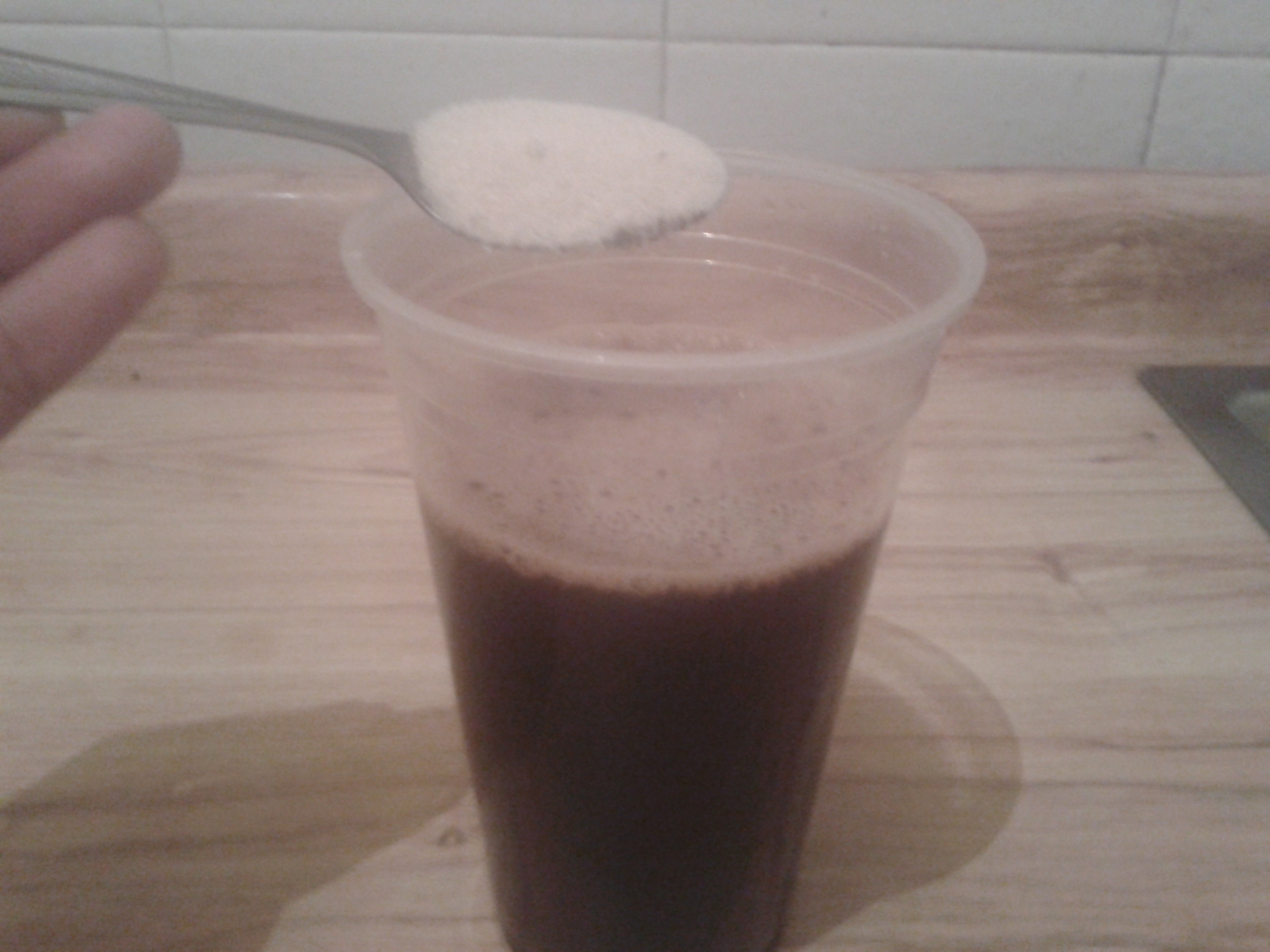
Ejemplo de disolución diluida: azúcar en el café

Dependiendo de la proporción de soluto con respecto al disolvente, una disolución puede estar diluida o concentrada: (teniendo en cuenta la naturaleza de los componentes)
- Disolución diluida: es aquella en donde la cantidad de soluto está en una pequeña proporción en un volumen determinado.
- Disolución concentrada: es la que tiene una cantidad considerable de soluto en un volumen determinado.

Las disoluciones saturadas y sobresaturadas pueden ser diluidas o concentradas dependiendo de su solubilidad, así una disolución de saturada de NaCl (sal común) será concentrada, pero una disolución saturada de CaCO3 (calcita o caliza) será diluida porque es muy poco soluble.
- Ejemplo de disolución diluida: azúcar en el café.
- Ejemplo de disolución concentrada: la miel (los azúcares de la misma en el agua).

| Diluida                                                                     | Concentrada                                                                         |
| --------------------------------------------------------------------------- | ----------------------------------------------------------------------------------- |
| Es aquella que tiene una cantidad de soluto disuelto relativamente pequeña. | Es una disolución que contiene cantidades relativamente grandes de soluto disuelto. |

#### Insaturada, saturada y sobresaturada
La concentración de una disolución puede clasificarse, en términos de la solubilidad. Dependiendo de si el soluto está disuelto en el disolvente en la máxima cantidad posible, o menor, o mayor a esta cantidad, para una temperatura y presión dados:
- Disolución insaturada: Es la disolución en la cual el soluto no llega a su concentración máxima que puede diluir.
- Disolución saturada: En ellas existe un equilibrio entre el soluto y el disolvente.
- Disolución sobresaturada: tiene más soluto que el máximo permitido en una disolución saturada. Cuando se calienta una disolución saturada, se le puede disolver una mayor cantidad de soluto. Si esta disolución se enfría lentamente, puede mantener disuelto este soluto en exceso si no se le perturba. Sin embargo, la disolución sobresaturada es inestable, y con cualquier perturbación, como por ejemplo, un movimiento brusco, o golpes suaves en el recipiente que la contiene, el soluto en exceso inmediatamente se precipitará, quedando entonces como una disolución saturada.[6]

| Insaturada                                                       | Saturada | Sobresaturada |
| ---------------------------------------------------------------- | --- | --- |
| Contiene menor cantidad de soluto de la que es capaz de disolver | Contiene la máxima cantidad de soluto que se disuelve en un disolvente en particular, a una temperatura específica | Contiene más soluto que la cantidad soportada en condiciones de equilibrio por el disolvente, a una temperatura dada. |

## Concentración en términos cuantitativos
Términos cuantitativos de disolución
| Nombre                | Definición                                                                   | Definición                                    | Propiedad de una disolución medida cuando se suministra |
| --------------------- | ---------------------------------------------------------------------------- | --------------------------------------------- | ------------------------------------------------------- |
| Peso por ciento       | Unidades en peso de soluto contenidas en 100 unidades de peso de disolución. | Gramos de soluto /100 gramos de disolución    | Peso de disolución                                      |
| Concentración en peso | Peso de soluto contenido en una unidad de volumen de disolución.             | Gramos de soluto / Litros de disolución       | Volumen de disolución                                   |
| Molaridad (M)         | Número de moles de soluto contenidas en 1 lt de disolución.                  | Moles de soluto /Litros de disolución         | Volumen de disolución                                   |
| Normalidad (N)        | Número de equivalentes de soluto contenidos en 1 lt de disolución.           | Equivalencia de soluto / Litros de disolución | Volumen de disolución                                   |
| Molalidad             | Número de moles de soluto por kilogramo de disolvente.                       | Moles de soluto / Kilogramos de disolvente    | Peso de disolución                                      |

Para usos científicos o técnicos, una apreciación cualitativa de la concentración casi nunca es suficiente, por lo tanto las medidas cuantitativas son necesarias para describir la concentración.
A diferencia de las concentraciones expresadas de una manera cualitativa o empírica, las concentraciones expresadas en términos cuantitativos o valorativos toman en cuenta de una manera muy precisa las proporciones entre las cantidades de soluto y disolvente que se están utilizando en una disolución. Este tipo de clasificación de las concentraciones es muy utilizada en la industria, los procedimientos químicos, en la farmacia, la ciencia, etc., ya que en todos ellos es necesario mediciones muy precisas de las concentraciones de los productos.
Hay varias maneras de expresar la concentración cuantitativamente, basándose en la masa, el volumen, o ambos. Según cómo se exprese, puede no ser trivial convertir de una medida a la otra, pudiendo ser necesario conocer la densidad. Ocasionalmente esta información puede no estar disponible, particularmente si la temperatura varía. Por tanto, la concentración de la disolución puede expresarse como:
- Porcentaje masa-masa (% m/m)
- Porcentaje volumen-volumen (% V/V)
- Porcentaje masa-volumen (% m/V)
- Molaridad
- Molalidad
- Formalidad
- Normalidad
- Fracción molar
- En concentraciones muy pequeñas:
  - Partes por millón (PPM)
  - Partes por billón (PPB)

- - Partes por trillón (PPT)
- Otras:
  - Densidad
  - Nombres propios

En el Sistema Internacional de Unidades (SI) se emplean las unidades mol·m-3.

## Porcentaje masa-masa, volumen-volumen y masa-volumen

### Porcentaje masa-masa (%m/m)
Se define como la masa de soluto (sustancia que se disuelve) por cada 100 unidades de masa de la disolución:
Por ejemplo, si se disuelven 20 g de azúcar en 80 g de agua, el porcentaje en masa será: 
{\displaystyle {\frac {20}{20+80}}\cdot 100=20\ \%} 
o, para distinguirlo de otros porcentajes, 20 % p/p (en inglés, % w/w).

### Porcentaje volumen-volumen (%v/v)
Expresa el volumen de soluto por cada cien unidades de volumen de la disolución. Se suele usar para mezclas líquidas o gaseosas, en las que el volumen es un parámetro importante a tener en cuenta. Es decir, el porcentaje que representa el soluto en el volumen total de la disolución. Suele expresarse simplificadamente como «% v/v».
Por ejemplo, si se tiene una disolución del 20 % en volumen (20 % v/v) de alcohol en agua quiere decir que hay 20 ml de alcohol por cada 100 ml de disolución.
La graduación alcohólica de las bebidas se expresa precisamente así: un vino de 12 grados (12°) tiene un 12 % v/v de alcohol.

### Porcentaje en masa-volumen (%m/v)
Se pueden usar también las mismas unidades que para medir la densidad aunque no conviene combinar ambos conceptos. La densidad de la mezcla es la masa de la disolución dividida por el volumen de esta, mientras que la concentración en dichas unidades es la masa de soluto dividida por el volumen de la disolución por 100. Se suelen usar gramos por mililitro (g/ml) y a veces se expresa como «% m/v».

### Cálculos con porcentajes masa-masa y volumen-volumen
Para cálculos con los porcentajes masa-masa y volumen-volumen debemos manejar dos conceptos:
1. La suma de la masa del soluto más la masa del disolvente es igual a la masa de la disolución
Disolución = soluto + disolvente
2. Se usa la regla de tres simple para calcular la proporcionalidad.

## Molaridad
La molaridad (M), o concentración molar, es la cantidad de sustancia (n) de soluto por cada litro de disolución. Por ejemplo, si se disuelven 0,5 moles de soluto en 1000 ml de disolución, se tiene una concentración de ese soluto de 0,5 M (0,5 molar). Para preparar una disolución de esta concentración habitualmente se disuelve primero el soluto en un volumen menor, por ejemplo 300 mL, y se traslada esa disolución a un matraz aforado, para después enrasarlo con más disolvente hasta los 1000 mL.
Es el método más común de expresar la concentración en química, sobre todo cuando se trabaja con reacciones químicas y relaciones estequiométricas. Sin embargo, este proceso tiene el inconveniente de que el volumen cambia con la temperatura.
Se representa también como: M = n / V, en donde "n" es la cantidad de sustancia (n= mol soluto/masa molar) y "V" es el volumen de la disolución expresado en litros.

## Molalidad
La molalidad (m) es el número de moles de soluto que contiene un kilogramo de disolvente.
Para preparar disoluciones de una determinada molalidad, no se emplea un matraz aforado como en el caso de la molaridad, sino que se puede hacer en un vaso de precipitados y pesando con una balanza analítica, previo peso del vaso vacío para poderle restar el correspondiente valor.
La principal ventaja de este método de medida respecto a la molaridad es que como el volumen de una disolución depende de la temperatura y de la presión, cuando éstas cambian, el volumen cambia con ellas. Gracias a que la molalidad no está en función del volumen, es independiente de la temperatura y la presión, y puede medirse con mayor precisión.
Es menos empleada que la molaridad pero igual de importante.
La unidad del SI para molalidad es el mol/kg.

## Formalidad
La formalidad (F) es el número de peso-fórmula-gramo o masa molecular relativa por litro de disolución, o bien número de moles del soluto.
El número de peso-fórmula-gramo tiene unidad de g / PFG.

## Normalidad
La normalidad (N) es el número de equivalentes (eq-g) de soluto (sto) entre el volumen de la disolución en litros (L)

### Normalidad ácido-base
Es la normalidad de una disolución cuando se utiliza para una reacción como ácido o como base. Por esto suelen titularse utilizando indicadores de pH.
En este caso, los equivalentes pueden expresarse de la siguiente forma:
{\displaystyle n={moles}\cdot {H^{+}}} para un ácido, o {\displaystyle n={moles}\cdot {OH^{-}}} para una base.
Donde:
- moles es la cantidad de moles.
- OH– es la cantidad de hidroxilos cedidos por una molécula de la base.

Por esto, podemos decir lo siguiente:
{\displaystyle N={M}\cdot {H^{+}}} para un ácido, o {\displaystyle N={M}\cdot {OH^{-}}} para una base.
Donde:
- M es la molaridad de la disolución.
- H+ es la cantidad de protones cedidos por una molécula del ácido.
- OH– es la cantidad de hidroxilos cedidos por una molécula de la base.

Ejemplos:
- Una disolución 1 M de HCl cede 1 H+, por lo tanto, es una disolución 1 N.
- Una disolución 1 M de Ca (OH)2 cede 2 OH–, por lo tanto, es una disolución 2 N.

### Normalidad redox
Es la normalidad de una disolución cuando se la utiliza para una reacción como agente oxidante o como agente reductor. Como un mismo compuesto puede actuar como oxidante o como reductor, suele indicarse si se trata de la normalidad como oxidante (Nox) o como reductor (Nrd). Por esto suelen titularse utilizando indicadores redox.
En este caso, los equivalentes pueden expresarse de la siguiente forma:
{\displaystyle n={moles}\cdot {e^{-}}}.
Donde:
- n es la cantidad de equivalentes.
- moles es la cantidad de moles.
- e– es la cantidad de electrones intercambiados en la semirreacción de oxidación o reducción.

Por esto, podemos decir lo siguiente:
{\displaystyle N={M}\cdot {e^{-}}}.
Donde:
- N es la normalidad de la disolución.
- M es la molaridad de la disolución.
- e–: Es la cantidad de electrones intercambiados en la semirreacción de oxidación o reducción por mol de sustancia.

Ejemplos:
- En el siguiente caso vemos que el anión nitrato en medio ácido (por ejemplo el ácido nítrico) puede actuar como oxidante, y entonces una disolución 1 M es 3 Nox.

4 H+ + NO3– + 3 e– ↔ NO + 2 H2O
- En el siguiente caso vemos que el anión ioduro puede actuar como reductor, y entonces una disolución 1 M es 1 Nrd.

2 I– ↔ I2 + 2 e–
- En el siguiente caso vemos que el catión argéntico, puede actuar como oxidante, donde una disolución 1 M es 1 Nox.

1 Ag+ + 1 e– ↔ Ag0

## Concentraciones pequeñas
Para expresar concentraciones muy pequeñas, trazas de una sustancia muy diluida en otra, es común emplear las relaciones partes por millón (ppm), partes por "billón" (ppb) y partes por "trillón" (ppt). El millón equivale a 106, el billón estadounidense o millardo a 109 y el trillón estadounidense a 1012.
Es de uso relativamente frecuente en la medición de la composición de la atmósfera terrestre. Así el aumento de dióxido de carbono en el aire, uno de los causantes del calentamiento global, se suele dar en dichas unidades.
Las unidades que se usan con más frecuencia son las siguientes:
| ppmm = μg × g–1 ppmv = mL × m–3 | ppbm = ng × g–1 ppbv = μL × m–3 | pptm = pg × g–1 pptv = nL × m–3 |

- Nota: Se pone una v o una m al final según se trate de partes en volumen o en masa. Recordando que para billón y trillón se usa la notación estadounidense

Sin embargo, a veces se emplean otras unidades.
Por ejemplo, 1 ppm de CO2 en aire podría ser, en algunos contextos, una molécula de CO2 en un millón de moléculas de componentes del aire.
Otro ejemplo: hablando de trazas en disoluciones acuosas, 1 ppm corresponde a 1 mg soluto/ kg disolución o, lo que es lo mismo, 1 mg soluto/ L disolución -ya que en estos casos, el volumen del soluto es despreciable, y la densidad del agua es 1 kg/L.
También se habla a veces de relaciones más pequeñas, por ejemplo "cuatrillón". Sin embargo son concentraciones excesivamente pequeñas y no se suelen emplear.
La IUPAC desaconseja el uso de estas relaciones (especialmente en el caso de masa entre volumen) y recomienda usar las unidades correspondientes.
Es particularmente delicado el uso de ppb y ppt, dado el distinto significado de billón y trillón en los entornos estadounidense y europeo.

## Conversiones útiles
{\displaystyle X_{st}={\frac {m}{{\frac {1000}{P_{sv}}}+m}}}
- Fracción molar a molalidad ( Xst→m ), y recordando que Xst + Xsv = 1

{\displaystyle X={\frac {1000\cdot X_{st}}{P_{sv}\cdot X{sv}}}}
- Molalidad a molaridad ( m→M )

{\displaystyle M={\frac {1000\cdot d\cdot m}{1000+(m\cdot P_{st})}}}
- Molaridad a molalidad ( M→m )

{\displaystyle m={\frac {1000\cdot M}{1000\cdot d-M\cdot P_{st}}}}
- Porcentaje en peso a porcentaje peso en volumen

{\displaystyle \%P/V=\ \%P/P\cdot d}
- Peso en volumen a molaridad

{\displaystyle M={\frac {\%P/V\cdot 10}{P_{st}}}}
Donde:
- Psv = Peso molar del disolvente (g/mol)
- Pst = Peso molar del soluto (g/mol)
- d = densidad (g/mL)
- %P/P = Concentración en g soluto/100 g disolución
- %P/V = Concentración en g soluto/100 mL disolución
- m = Molalidad en mol de soluto/kg de disolvente

## Otras formas de indicar la concentración
Para ciertas disoluciones de uso muy frecuente (por ejemplo ácido sulfúrico, hidróxido de sodio, etc.) se indica la concentración de otras formas:

### Densidad
Si bien la densidad no es una forma de expresar la concentración, esta es proporcional a la concentración (en las mismas condiciones de temperatura y presión). Por esto en ocasiones se expresa la densidad de la disolución en condiciones normales en lugar de indicar la concentración; pero se usa más prácticamente y con disoluciones utilizadas muy ampliamente. También hay tablas de conversión de densidad a concentración para estas disoluciones, aunque el uso de la densidad para indicar la concentración es una práctica que está cayendo en desuso.
| Ácido     | % Pureza | Densidad a 15 °C (g/mL) |
| Nítrico   | 69. 7    | 1. 42                   |
| Sulfúrico | 98. 72   | 1. 84                   |

### Escala Baumé
La escala Baumé es una escala usada en la medida de las concentraciones de ciertas disoluciones (jarabes, ácidos). Fue creada por el químico y farmacéutico francés Antoine Baumé (1728 – 1804) en 1768 cuando construyó su aerómetro. Cada elemento de la división de la escala Baumé se denomina grado Baumé y se simboliza por ºB o ºBé.

### Escala Brix
Los grados Brix (símbolo °Bx) sirven para determinar el cociente total de sacarosa disuelta en un líquido. Una disolución de 25 °Bx contiene 25 g de azúcar (sacarosa) por 100 g de líquido. Dicho de otro modo, en 100 g de disolución hay 25 g de sacarosa y 75 g de agua.
Los grados Brix se cuantifican con un sacarímetro -que mide la densidad (o gravedad específica) de líquidos- o, más fácilmente, con un refractómetro o un polarímetro.
La escala Brix es un refinamiento de las tablas de la escala Balling, desarrollada por el químico alemán Karl Balling. La escala Plato, que mide los grados Plato, también parte de la escala Balling. Se utilizan las tres, a menudo alternativamente. Sus diferencias son de importancia menor. La escala Brix se usa, sobre todo, en fabricación de zumos (jugos), de vinos de frutas y de azúcar a base de caña. La escala Plato se utiliza, sobre todo, en elaboración de cerveza. La escala Balling es obsoleta, pero todavía aparece en los sacarímetros más viejos.

### Nombres propios
Algunas disoluciones se usan en una concentración determinada para algunas técnicas específicas. Y en estos casos suele usarse un nombre propio.